# Click (singolo)
Click è un brano musicale di Entics, pubblicato come primo singolo estratto dall'album Soundboy, primo album dell'artista pubblicato per una major discografica.

## Il brano
Click è stato reso disponibile come singolo il 15 luglio 2011 su iTunes, presentato come primo singolo dell'album Soundboy. Tuttavia Click, con un arrangiamento leggermente differente, era stato già registrato da Entics per il mixtape Ganja Chanel Vol. 2, pubblicato nel marzo dello stesso anno. In un'intervista al sito Rockol.it, Entics ha parlato dell'ispirazione dietro al brano: 
(Entics)

## Il video
Il video musicale prodotto per Click è stato reso disponibile il 26 luglio 2011 sul canale YouTube ufficiale di Entics. La regia del video, ambientato in una festa in piscina, è curata da YoClas!, che aveva diretto Entics anche Non lo spegnere. All'inizio del video è possibile udire le prime note del brano Quanto sei bella, traccia dell'album Soundboy. Il video ha ottenuto dopo poco più di tre mesi circa due milioni di visualizzazioni.

## Tracce
Download digitale
1. Click – 3:19

## Classifiche
| Classifica (2011) | Posizione massima |
| ----------------- | ----------------- |
| Italia            | 66                |